# Catedral de María Auxiliadora (Puerto Ayacucho)
La Catedral de María Auxiliadora o bien la Catedral de Puerto Ayacucho es un edificio religioso de la iglesia católica que se localiza en Puerto Ayacucho, en el estado de Amazonas, al sur del país sudamericano de Venezuela. Es la Sede del Vicariato Apostólico de Puerto Ayacucho, y se encuentra en la Plaza de Bolívar de Puerto Ayacucho con la que comparte la condición de Monumento Nacional Venezuela. El actual vicario apostólico es el obispo José Ángel Divasson Cilveti en el cargo desde el 23 de febrero de 1996. 
Se trata del Principal lugar de culto católico en la ciudad, el nuevo edificio de estilo clásico es un proyecto del arquitecto español Asterio del Prado. La construcción se llevó a cabo de 1952 a 1954. El interior alberga un gran retablo, obra del artista español Rafael Ochoa realizado en 1957.